# کارتساخی
کارتساخی (گرجی: კარწახი) یک روستا در شهرداری آخالکالاکی استان سامتسخه-جاواختی گرجستان است. این دریاچه در کرانه دریاچه کارتساخی، دومین دریاچه بزرگ کشور گرجستان واقع شده است.
این روستا در جاده اتصال آخالکالاکی به مرز با ترکیه واقع شده است. ایستگاه راه آهن کارکاچی آخرین ایستگاه در سمت گرجستان راه‌آهن باکو تفلیس قارص است. 
در نزدیکی روستا یک ذخیره‌گاه طبیعی به‌نام کارتساخی وجود دارد.

## افراد برجسته

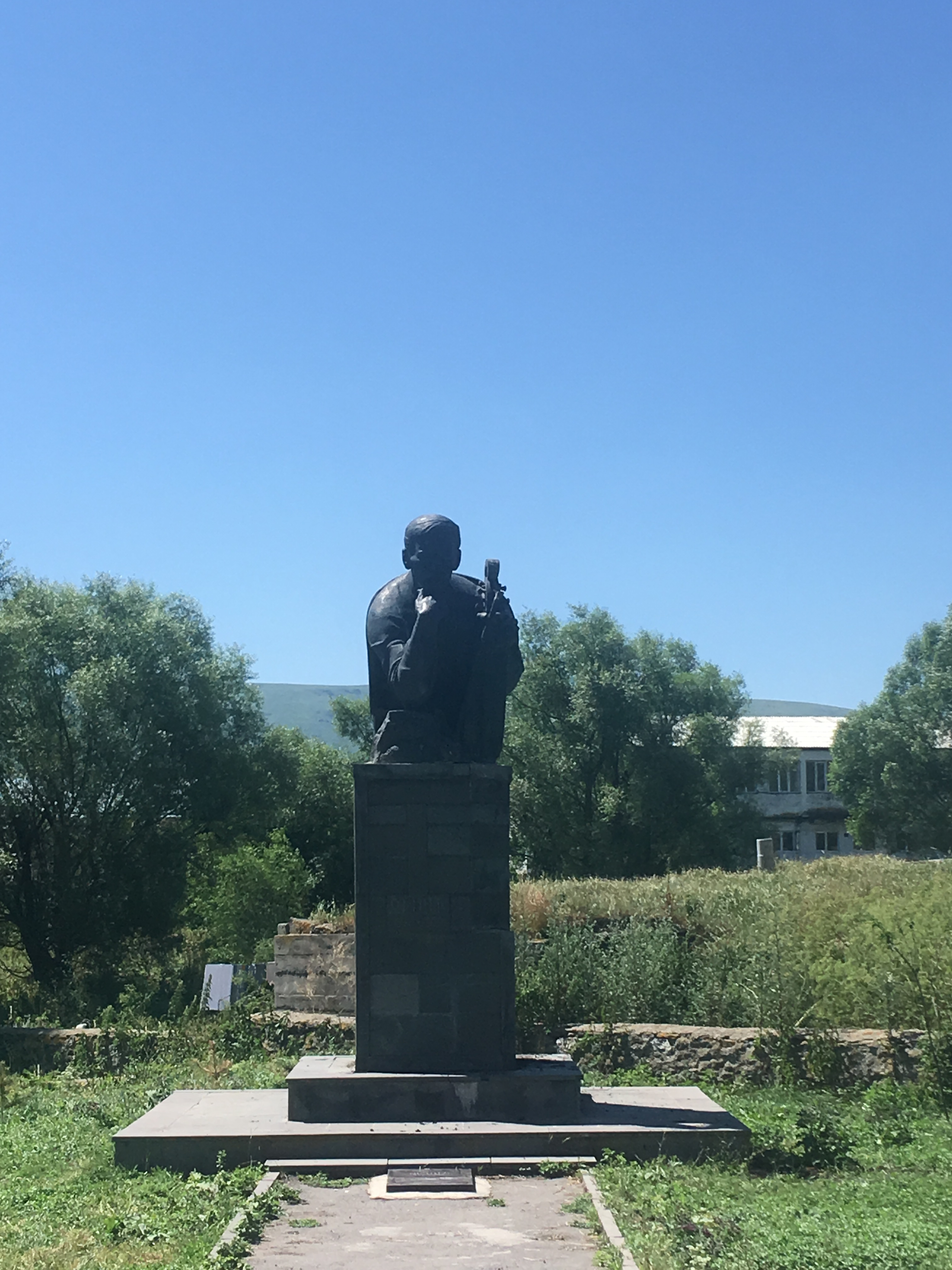
بنای یادبود جیوانی در کارتساخی

- جیوانی (۱۸۴۶–۱۹۰۹)